# Bankenes BetalingsSentral AS
Bankenes BetalingsSentral AS (BBS) är ett norskt finans-, informations- och korthanteringsföretag grundat 1972.
Under 2006 etablerade sig BBS i Sverige och är där representerade genom det helägda dotterbolaget BBS AB. Sedan år 2007 finns BBS även etablerat i Danmark och sedan 2009 i Finland.

## Fotnoter
1. 1 2  ”Arkiverade kopian”. Arkiverad från originalet den 22 december 2008. https://web.archive.org/web/20081222105622/http://www.bbs-nordic.com/no/Om-BBS/Historikk/. Läst 2 december 2008.
2. ↑  ”Arkiverade kopian”. Arkiverad från originalet den 25 maj 2012. https://archive.is/20120525212218/http://www.bbs-nordic.com/no/Om-BBS/Pressesenter/Pressemeldinger/BBS-kjoper-Sagem-Denmark-AS-og-Sagem-Manison-Finland/. Läst 25 juli 2009.